# Павличенко, Семён Александрович
Семён Алекса́ндрович Павличе́нко (11 мая 1991, Братск, Иркутская область) — российский саночник, двукратный чемпион мира (2015 и 2019 в командных соревнованиях), четырёхкратный призёр чемпионатов мира, шестикратный чемпион Европы (единственный четырёхкратный чемпион континента в одиночных соревнованиях), обладатель Кубка мира 2018/2019. Серебряный и бронзовый призёр молодёжных чемпионатов мира, бронзовый призёр национального первенства, обладатель Кубка наций. Мастер спорта России международного класса, Заслуженный мастер спорта России.

## Биография
Семён Павличенко родился 11 мая 1991 года в Братске, Иркутская область. Активно заниматься санным спортом начал в местной детско-юношеской школе олимпийского резерва ещё в десятилетнем возрасте, проходил подготовку под руководством тренера Эдуарда Бурмистрова, в прошлом тоже известного саночника. В 2019 году окончил ЛГУ имени А.С.Пушкина, факультет физической культуры.
На Кубке мира дебютировал в сезоне 2007/08, заняв в общем зачёте лишь сорок третье место. В 2009 году выиграл серебро на чемпионате России, на молодёжном чемпионате мира в Нагано завоевал бронзовую медаль, тогда как годом спустя стал вице-чемпионом мирового первенства среди юниоров в австрийском Иглсе. В сезоне Кубка мира 2010/11 выступил значительно лучше по сравнению с предыдущими годами, поднявшись в мировом рейтинге саночников до двадцать первого места, при этом на домашней трассе в Парамоново добрался до десятой позиции, показав свой лучший результат на кубковых состязаниях. Кроме того, стал обладателем менее престижного Кубка наций, в частности, одержав победу на этапе в немецком Оберхофе. В этом же сезоне Павличенко впервые принял участие в заездах взрослого чемпионата мира, состоявшегося в итальянской Чезане, однако финишировал там двадцать пятым.
Коллега по сборной Евгений Воскресенский в интервью положительно отзывался о технике молодого Павличенко: «Его особенность — идеальное положение в санях. Кто-то едет — голова торчком, у другого — на бок. Я смотрю на Семёна — и просто-напросто восхищаюсь им. Хотелось бы научиться так же держать в санях своё тело». При этом отсутствие высоких результатов он объяснил проблемами с санями: «Не забывайте, что у нас технический вид спорта. В этом сезоне, не исключено, ему не повезло с санями».
В феврале 2015 года на чемпионате мира в латвийской Сигулде победил всех своих соперников, в том числе главного фаворита соревнований Феликса Лоха, и завоевал тем самым золотую медаль. Это первая и единственная золотая медаль в истории российского санного спорта, последний раз золото выигрывалось в советское время в 1981 году, тогда чемпионом стал москвич Сергей Данилин.
В феврале 2019 года стал победителем чемпионата Европы в Оберхофе.
24 февраля 2019 года Семён Павличенко завоевал золото на этапе Кубка мира по санному спорту в Сочи. По итогам двух попыток российский спортсмен показал время 1 минута 43,867 секунды,а его соотечественник Роман Репилов занял второе место с отставанием 0,434 секунды.

## Победы на этапах Кубка мира
По состоянию на 28 ноября 2021 года на счету Семёна Павличенко 22 победы на этапах Кубка мира:
| #  | Дата            | Место       | Сезон   | Тип              |
| -- | --------------- | ----------- | ------- | ---------------- |
| 1  | 1 марта 2015    | Сочи        | 2014/15 | Одиночки (ЧЕ)    |
| 2  | 7 февраля 2016  | Сочи        | 2015/16 | Эстафета         |
| 3  | 6 января 2017   | Кёнигсзе    | 2016/17 | Одиночки (ЧЕ)    |
| 4  | 15 января 2017  | Сигулда     | 2016/17 | Одиночки         |
| 5  | 15 января 2017  | Сигулда     | 2016/17 | Эстафета         |
| 6  | 19 ноября 2017  | Инсбрук     | 2017/18 | Одиночки         |
| 7  | 21 января 2018  | Лиллехаммер | 2017/18 | Одиночки, спринт |
| 8  | 28 января 2018  | Сигулда     | 2017/18 | Одиночки (ЧЕ)    |
| 9  | 28 января 2018  | Сигулда     | 2017/18 | Эстафета (ЧЕ)    |
| 10 | 1 декабря 2018  | Уистлер     | 2018/19 | Эстафета         |
| 11 | 13 января 2019  | Сигулда     | 2018/19 | Одиночки         |
| 12 | 9 февраля 2019  | Оберхоф     | 2018/19 | Одиночки (ЧЕ)    |
| 13 | 24 февраля 2019 | Сочи        | 2018/19 | Одиночки         |
| 14 | 24 февраля 2019 | Сочи        | 2018/19 | Одиночки, спринт |
| 15 | 24 февраля 2019 | Сочи        | 2018/19 | Эстафета         |
| 16 | 12 января 2020  | Альтенберг  | 2019/20 | Эстафета         |
| 17 | 26 января 2020  | Сигулда     | 2019/20 | Одиночки, спринт |
| 18 | 23 февраля 2020 | Винтерберг  | 2019/20 | Эстафета         |
| 19 | 1 марта 2020    | Кёнигсзе    | 2019/20 | Одиночки         |
| 20 | 10 января 2021  | Сигулда     | 2020/21 | Эстафета (ЧЕ)    |
| 21 | 24 января 2021  | Инсбрук     | 2020/21 | Одиночки, спринт |
| 22 | 28 ноября 2021  | Сочи        | 2021/22 | Эстафета         |

## Награды
- Медаль «За укрепление боевого содружества» (2018)[7].